# 九天玄女
九天玄女，另稱九天玄姆、太上九天玄女元君、萬法教主九天玄女元君，俗稱九天玄女娘娘或九天娘娘，也稱為玄女或元女，是道教的女神。古代傳說為西王母的下屬或使者，人頭鳥身的女神，相傳法力無邊，精通兵法戰術，還能引起地震，曾幫助黃帝擊敗蚩尤。與另一神素女，並稱為「玄素」。

## 簡介
學者孫紹先先生認為玄女即上古天神，玄女的形象為人首鳥身，與天神的職司性質相合，並把「玄鳥」推測為是「玄女」的變體形象之一，與上古對女性的生殖崇拜有關，因此女天神為人崇敬的主要原因也必與其非凡的生育創造能力有關。「玄女」之「『玄』，本義為天色，《易·坤卦》有『天玄而地黃』之語，《康熙字典》解『玄』為天色；《說文》釋『玄』為『幽遠』，當是『玄』字的第一引申義。故『玄女』即是『天女神』之意。」
九天玄女據傳是「上古的龍女」（出自李幹忱在1924年出版的《破除迷信全書》），最早出现在中國上古神話傳說中，當黃帝與蚩尤作戰時，天遣玄女下授黃帝兵信神符來製伏蚩尤，在黃帝平定天下的重要一戰中，九天玄女所授的兵法成為了勝敗的關鍵，這顯然是「天意」的形象化。玄女主司兵殺之職，則只能解釋为天神的權威之一。中國上古女神也存在有「三位一體」的天神變體現象，那就是玄女和眾人皆知的兩位女神——女媧和西王母相互混同。玄女、女媧、西王母可能是「三位一體」的天神變體現象，三者之間有一定的聯係。玄女（天威）、女娲（天佑）、西王母（天遣）這三女神之间的相通之处亦有迹可寻。
《中華道教寶典》中描述「九天玄女乃道教神名，又稱元女、九天娘娘。是中國古代神話中的女神，納入中國本土宗教後，為道教徒所信奉。」九天玄女原本並非是中國本土宗教的女神。在被引進中國本土宗教後將西王母的司兵職能劃分給九天玄女，使其成為熟知兵法、執掌天書的正義女神，地位僅次于西王母，和西王母同樣是政權和英雄的保護神。後來她又被道教信徒所崇奉，將其納入到道教神系中，成為眾仙真之長，有時也會與上元夫人或斗姥元君（驪山老母）等地位尊貴的女神仙混為一談。據《雲笈七籤》及《墉城集仙錄》等道教文獻記載，九天玄女原是黃帝之師—聖母元君（即太一元君）的弟子，把玄女給徹底道教化，將她與長生不老相關的還丹金液之術、還精補腦之術給聯繫在一起。在民間傳說中，九天玄女經常是以救助危難、諳熟兵法、替天行道的女仙形象出現。台灣道教總廟三清宮官方網站上描述「九天玄女乃先天真仙」，但卻被誤認為是西王金母的弟子。聖誕為農曆二月十五日（另一說是正月初六、農曆八月十八日）。
與九天玄女相關的經書典籍有《九天玄女青囊經》、《九天玄女救世真經》、《九天玄女諭至理通明真經》、《九天玄女治心消孽真經》等。

## 典籍記載
《全上古三代秦汉三国六朝文—全上古三代文》記載：
“玄女未詳，或云天帝女，一云即西王母。”
《史記》卷一引《龍魚河圖》云：
「黃帝攝政，有蚩尤兄弟八十一人，並獸身人語，銅頭鐵額，食沙石子，造立兵仗刀戟大弩，威振天下，誅殺無道，不慈仁。萬民欲令黃帝行天子事，黃帝以仁義不能禁止蚩尤，乃仰天而歎。天遣玄女下，授黃帝兵信神符，制伏蚩尤，帝因使之主兵，以制八方。蚩尤沒後，天下復擾亂，黃帝遂畫蚩尤形像以威天下，天下咸謂蚩尤，不死，八方萬邦皆爲弭服。」
《雲笈七籤》卷一百〈軒轅本紀〉記載：
帝乃戰，未勝，歸太山之阿，慘然而寐。夢見西王母遣道人，披玄狐之衣，以符受帝曰：太一在前，天一在後，得之者勝，戰則克矣。帝覺而思之，未悉其意，即召風後告之。後曰：此天應也，戰必克矣！置壇祈之。帝依以設壇，稽首再拜，果得符，廣三寸，長一尺，青色，以血為文，即佩之。仰天嘆所未捷，以精思之，感天大霧，冥冥三日三夜。天降一婦人，人首鳥身，帝見稽首，再拜而伏。婦人曰：「吾玄女也，有疑問之。」帝曰：「蚩尤暴人殘物，小子欲萬戰萬勝也。」玄女教帝《三宮秘略五音權謀陰陽之術》」兵法謂玄女戰術也。衛公李靖用九天玄女法是也。又神符，黃帝之符也。《陰陽術》即《六壬太一遁甲運式法》也。玄女傳《陰符經》三百言，帝觀之十旬，討伏蚩尤。授帝《靈寶五符真文》及《兵信符》，帝服佩之，滅蚩尤。
《雲笈七籤》卷一百一十四〈九天玄女傳〉記載：
“九天玄女者，黃帝之師聖母元君弟子也。帝師不勝，蚩尤作大霧三日，內外皆迷。風後法斗機作大車，以杓指南，以正四方。帝用憂憤，齋於太山之下。王母遣使，披玄狐之裘，以符授帝曰：精思告天，必有太上之應。居數日，大霧，冥冥書晦。玄女降焉，乘丹鳳，御景雲，服九色彩翠之衣，集於帝前。帝再拜受命，玄女曰：吾以太上之教，有疑可問也。帝稽首曰：蚩尤暴橫，毒害蒸黎，四海嗷嗷，莫保性命。欲萬戰萬勝之術，與人除害，可乎？玄女即授帝六甲、六壬兵信之符，《靈寶五符》策使鬼神之書，制襖、通靈五明之印，五陰、五陽遁甲之式，太一、十精、四神勝負握機之圖，五岳、河圖策精之訣，九光、玉節、十絕、靈幡命魔之劍，霞冠火珮，龍戟霓旗，翠輦綠綍，虯驂虎騎，千花之蓋，八鸞之輿，羽龠、玄竿、虹旌、玉鉞神仙之物，五龍之印，九明之珠。九天之節以為兵信，五色之幡以辨五方。”
《墉城集仙錄》卷六記載：
“九天玄女者，黃帝之師，聖母元君弟子也。帝用憂憒，齋於太山之下，王母遣使披玄狐之衣以符授帝曰：「精思告天，必有太上之應。」居數日，大霧冥冥晝晦，玄女降焉，乘丹鳳，禦景雲，服九色彩翠之衣，集於帝前，帝再拜受命，玄女曰：「吾以太帝之教，有疑可問也。」帝稽首頓首曰：「蚩尤暴橫，毒害蒸黎，四海嗷嗷，莫保性命，欲萬戰萬勝之術，與人除害，可乎？」玄女即授六甲六壬兵信之符，靈寶五帝策使鬼神之書，制妖通靈五明之印，五陰五陽遁元之式，太一十精四神勝負握機之圖，五兵河圖策精之訣，復率諸侯，再戰蚩尤於冀州。”
《玄女兵法》記載：
“王母遣使者，披玄狐之裘，以符授帝，符廣三寸，長一尺，青瑩如玉，人首鳥身，謂帝曰：我九天玄女也。授帝以三宮五意陰陽之略，太乙遁甲六壬步斗之術，陰符之機，靈寶五符五勝之文，遂克蚩尤於中冀。”
《山海經．西山經》文曰：「有鳥焉，其狀如雄雞而人面」、「有鳥焉，其狀如梟，人面而一足」，《說文》曰：「黑而有赤色者為玄。」，狀似人頭烏鴉，後經道教增奉為先天女仙亦是法力高深之神鳥，傳授兵法助黃帝打敗蚩尤。且因製香業奉為守護神，九天玄女亦尊稱為香媽。在道教與台灣民間信仰中有人供奉。截至2016年6月台灣內政部宗教系統總計，台灣寺廟中共有43間主祭寺廟。
《黄帝太一八門逆順生死訣》記載：
「昔贞观二年八月，李靖将兵四十馀万与突厥战，夜至三更，九天玄女赐孤虚法与李靖，此法欲使时，背孤击虚，一女可敌十夫，其使六十甲子，凡行兵围棋暗敌赙，背孤击虚，百战百胜万无失一也。」
《太上無極九天紫府玄祖至尊法懺》中描述九天玄女为開玄之祖、諸仙諸佛諸聖之宗、掌道掌法掌教之主，還被賦予“大聖九天紫府大天尊”、“九天玄女真君大天尊”、“南宮紫府虛無淵默玄祖無上至尊”等尊號。
南宮紫府，無無上道。開化玄極，至真不壞。真空元始靈源，祖劫虛無體道。妙用難窮，實諸仙諸佛諸聖之宗；神機莫測，乃掌道掌法掌教之主。至靈至感，至聖至慈，德溥無量，浩劫救世，定亂闡法，能仁聖姥，九天玄女真君大天尊。
伏以上極無上，乃爲最上之尊；玄之又玄，斯號開玄之祖。自昔乾坤未闢之前，猶是混沌元苞之致，無氣無象，無色無名。當是時也，蓋有玄祖虛無而弗克究，妙化而不勝窮。狂瞽者疑爲誕，通明者信爲真。蓋陽七之靜始於坎，陰八之靜始於離。坎者陰也，非陰無以生陽，故玄祖先天地而素存。離者陽也，有陽斯以濟陰，故南宮號紫府而冶鍊。而於是乎化三淸，於是乎生四御，於是乎有九宸十華之目，五嶽四瀆之分。是蓋玄祖至尊，以氣化道，以道祖玄，而後始有天地，有人皇，於以生萬物也。
臣等伏聞造極曰聖，高垂詣聖之階；以聖配天，上極成天之祖。在三淸已麗高敻，而紫府更端本始。無上之上，極玄之玄。緬維玄祖至尊，結梵炁於太初之年，舒至精於太始之分。無而有，有而無，釋宗無以名空；實而虛，虛而實，儒踐實以成治。是爲道法之宗，益大玄元之統。
《徐仙真錄》（明·方文照所撰）將九天玄女稱為“九天道母無上帝后元君”，乃上帝的配偶神，在瑤臺殿上為群陰之宗，萬天之母；掌生成之籍，握生成之柄。並以保生、憫念衆生、救度世人為主，聖德無私，陰功不宰。
“九天道母無上帝后元君：聖位如前。恭聞三才肇判，立人道於天地之間。列聖分司，為帝后掌生成之籍。惟人為貴，所職猶尊。育魄煉形，始自注生於南極。彰善罰惡，次則分隸於天宮。仰惟三十六位之尊，實司萬億兆人之命。富貴貧賤有定，分於胚輝。壽夭短長，皆悉由於掌握。上領天曹之威命，下副世嗣之祈求。聰明富貴，必生於積善之家。夭賤卑徵，必報於積愆之後。鑑衡無隱，毫髮非私。但興一念皈依，必獲百神昭鑑。”
“九天道母帝后元君、靈濟仙妃，內侍仙衆，主持生籍，賴衍慶以保生。救度世人，願安民而濟世。釋罪愆於已注，保養育以無虞。爰竭精誠以修功德，仰祈慈蔭俯庇身田。伏愿九玄七祖往劫親緣，脫離冥途，超昇福地。注南宮之生籍，消北府之愆尤。錫以瑞桃，以衍三千之壽；賜之火棗，以延十紀之年。遠近親因均蒙庇右。醮主虔誠上香，貢茶，進酒，今當亞獻，丹忱無可獻。”
“九天道母無上帝后元君、靈濟仙妃，內侍仙衆。伏願瑤臺殿上，赦曩劫之過尤。忉利天中，錫今生之福祿。本枝百世，富貴多男。綿邈孫枝，廣聯族裔。保安寧而有慶，俾母子以無虞。萬邪不侵，百靈常衛。某等無任再三冒凟之至，虔誠稽首再拜。上香，貢茶，進酒，謹當奉獻。散花。舉道場衆等，人各運心，諷誦如法。”
“九天道母帝后元君、靈濟仙妃、預醮真宰。伏聞陰陽交遘，萬物成形。天地氤氳，群靈兆象。自一元而肇判，見二氣之攸分。雖道母為群陰之宗，而帝后乃萬天之母。握生成之柄，總嗣續之權。保命生，以保嬰兒。令驅瘟而允灾患，慈悲救苦。憫念衆生，誓願護民，流傳大汯。某等幸逢盛世，獲睹人倫，仰荷生成。曲垂陰佑，奉先天之妙道，濟下界之生民。凡殫夤奉之誠，必獲感通之德。某等爰投列款，恭薦惟馨。聖德無私，陰功不宰。”
《黄帝九鼎神丹经诀》卷之一記載：
“黄帝受还丹至道於玄女。玄女者，天女也。黄帝合而服之，遂以登仙。玄女告黄帝日：凡欲长生，而不得神丹金液，徒自苦耳。虽呼吸导引，吐故纳新，及服草木之药，可得延年，不兔於死也，服神丹令人神仙度世，与天地相毕，与日月同光，坐见万里，役使鬼神，举家升虚，无翼而飞，乘云驾龙，上下太清，漏刻之问，周游八极，不拘江河，不畏百毒。”
宋·李思聪集《洞渊集》将九天玄女和善使阴符的骊山老母混为一谈，书中记载：
“《阴符经》者，即玄女授黄帝三百言。上百言有神仙抱一之道，中百言有富国安民之法，下百言有强兵战胜之术。黄帝得之，而升云汉。阴者，暗也。符者，合也。天机暗合於事机，故曰：阴符也。”
《古文龍虎經註疏》記載：
註曰：“玄女演其序，戊己貴天符者（天符者，谓歲運与司天之氣同一氣也），玄女乃天地之精神，陰陽之靈氣，神無所不通，形無所不類，知萬物之情，曉眾變之狀，為道敖之主也。戊己乃和熙，大丹之根本，天符運動，則生戊己之精也。”疏曰：“玄女亦上古之神仙，為眾真之長。”
《道法會元》卷之四十三記載：
「师慈允(臣)所奏特赐行下合属攸司咸合照。应即与(某)释亡运之休囚会仙家之向坐所。求吉地早遇明师庶可逃不孝之愆得以遂送终之礼。次祈面奏皇天上帝，后土灵祇，转闻日月星辰，五星列曜，中天大圣北斗七元，诸天诸地，诸水诸山，九天玄女，太一元君，青鸟白鹤仙人，天罡淳风上仙，阴阳主宰，道德神仙，演法度人，承流袭庆历代宗师，密赐护持，曲垂济度。开显天星地曜，敕召土地山神，许以埋藏，协之吉兆。」
九天玄女又和斗姥元君混为一谈，《寶誥大全—九天玄女宝诰》記載：
“先天神女，上世仙姑，庄严妙相，位列九苍，功垂今古，德配阴阳，常现娑婆世界，得清净法身藏，圆道炁方壶峤岳，早登梵刹琅嬛，蒸沙煮石，普照群祥，灵通广大，应变无疆，掌造化枢机万物，雷霆号令命三湘，足踏金莲朝圣母，手持宝剑斩魔王，宏悲宏愿，至灵至显，九天崆府，蒸砂煮石，无极造化皇尊，玄女元君”
“先天神姥，上世仙姑，庄严妙相，常现娑婆世界，清净法身，早登梵刹琅嬛，玄都天界，系玉腰金，员峤方壶，蒸沙煮石，放无极之神光，普照群生，运玄元之道气，化成万物，功垂今古，德配乾坤，位列九天，掌造化之枢机，灵通三界，司雷霆之号令，慈悲广大，变化无穷，手持宝剑，斩魔王于斗垣之下，足踏金莲，朝皇母于瑶阙之中，宏慈宏愿，至显至灵，九天玄女无极元君”

## 由來

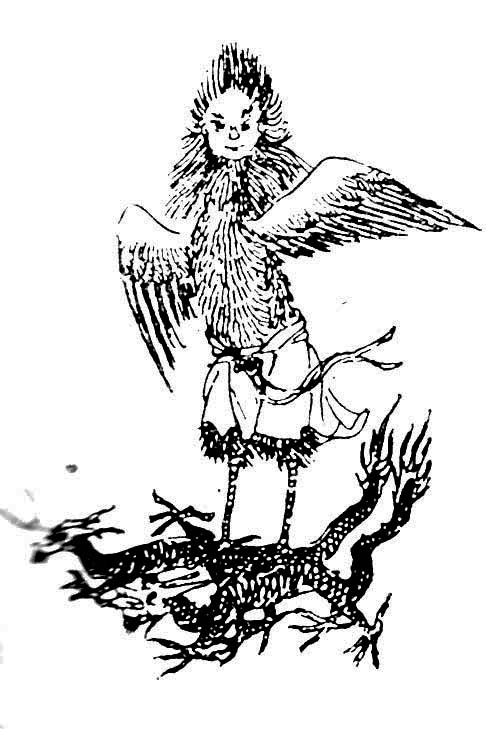
山海經中人首鳥形形象—句芒鳥身人面，乘兩龍。是傳說中的木神、春神，掌管草木的生長。《墨子·明鬼下》記載句芒賜壽。

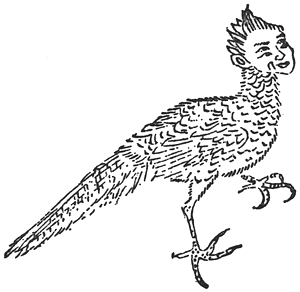
山海經中人首鳥形形象—顒是中國神話裡的妖怪，樣子像貓頭鷹，人的臉但四個眼睛和有耳朵，叫聲是自己的名字，出現會大旱。

### 玄鳥說
據古代經典記載九天玄女為人頭鳥身的婦人。
《詩經．商頌．玄鳥》記載：「天命玄鳥，降而生商，宅殷土芒芒，古帝命武湯，正域彼四方。」所載之玄鳥，傳聞指的是九天玄女。但九天玄女初現於黃帝時期，早於商朝好幾代，玄鳥之說只有說明「女性」、「鳥身」與「玄字」，無法直接證明生商玄鳥便是九天玄女，尚需更多史料佐證。所謂「玄鳥」，《說文》云：「黑而有赤色者為玄。」，因此玄鳥常被解釋為黑色的鳥。
又《史記．殷本紀》記載：「殷契，母曰簡狄，有娀氏之女，為帝嚳次妃。三人行浴，見玄鳥墮其卵，簡狄取吞之，因孕生契。契長而佐禹治水有功。 … 封於商。」所以普遍認為玄鳥即燕子，助孕簡狄產子，其後人開創殷商王朝。
在隋朝之前，就有一部叫《黃帝問玄女兵法》的著作（最早著錄見於《隋書·經籍志》）。書中詳細記載了九天玄女以人首鳥身之像，現身助黃帝戰勝蚩尤的故事。據《太平廣記》記載，九天玄女會降授各種玄理奇術的「天書」，幫助對方治亂安國。
明朝董斯張《廣博物誌》卷九曾引《玄女兵法》文曰：
“蚩尤幻變多方，徵風召雨，吹煙噴霧，黃帝師眾大迷。帝歸息太山之阿，昏然憂寢。王母遣使者被玄狐之裘，以符授帝，符廣三寸，長一尺，青瑩如玉，丹血為文。佩符既畢，王母乃命一婦人，人首鳥身，謂帝曰：我九天玄女也。授帝以三宮五意陰陽之略，太乙遁甲六壬步鬥之術，陰符之機，靈寶五符五勝之文，遂克蚩尤於中冀。又數年，王母遣使白虎之神，乘白鹿集於帝庭，授以地圖。”
此文說明九天玄女外貌是人首鳥形並且教授黃帝奇門遁甲道術兵法。

### 製香業的守護神－香媽
民間流傳發明「香」的祖師是九天玄女，業者們尊稱她為「香媽」。最早的用香，並不是用來禮佛敬神的貢品，而是藥品。「香媽」在未成仙之前是個非常孝順的女孩，有次父親生了場重病，根本無法吃藥與灌藥，於是「香媽」精心的將中藥材磨成粉末，再用糯米粉和水將其結合，並輾成條狀晒乾後，再將一支支的條香用火點燃，讓藥氣由父親的呼吸帶入體內，而治癒了父親的病情。後來在「香媽」成仙之後，人們藉由「香」把心願傳遞給「香媽」或天上的神明，於是數千年來就流傳著，只要有香火的地方，「香媽」就會到來，傾聽民間百姓的祈願。

### 知曉兵法及代表正義－戰神九天玄女
九天玄女為先天真仙、上古女神。精通天地之道、阴阳之略，犹擅兵法，著有《天书》数卷。代表正義之神，授黃帝兵符印劍，協助黃帝制服蚩尤平定四方。
九天玄女在中國道教與民間信仰之中有相當崇高之地位。
《墉城集仙錄》紀載黃帝大戰蚩尤屢屢不能成功，西王母乃適時遣使賜給符命給黃帝說：『精思告天，必有太上之應也。』過了幾天，大霧漸漸散去，披著玄狐之衣的九天玄女，自天而降，賜給黃帝兵符和印鑑，黃帝拜受，又為黃帝製造夔牛鼓八十面，再與蚩尤決戰，而消滅了蚩尤平定了四方，後來黃帝又採了首山的銅礦，鑄造了九個巨鼎陳列在荊山之下，其後黃龍來迎，黃帝就乘黃龍上天去了。
《龍魚河圖》亦記載「天遣玄女，下授黃帝兵信神符，制伏蚩尤，帝因使之主兵，以制四方。」的說法，這就是敘述九天玄女受西王母之命，授符印兵法給黃帝，協助打敗蚩尤的經過。另傳「六壬」「遁甲」亦係玄姆所授，並曾傳黃帝俯仰、升降、盈虛諸道術。
學者周曉薇認為玄女乃是中國古代傳說中的司兵女神。

### 澄清謠言
台灣道教總廟三清宮考究相關道藏特別註記九天玄女與女媧並非同一神仙，宗教團體亦呼籲別混淆。

## 影響

### 房中術
在東漢、魏晉時期，玄女在社會上特別是道教之中有很大影響。玄女與素女是房中術的老前輩，彭祖、老聃是她們的學生，黃帝的飛升也有賴於她們的法術，而在“玄素之道”中，玄女又居於首位。玄者，黑也；素者，白也。“玄素之道”即是阴阳之道。
晉朝葛洪《抱朴子內篇·極言》云：“黄帝论道养性，则资玄素二女。”
《雲笈七簽》卷一百《軒轅本紀》云：“黃帝合符瑞於釜山，得不死之道。奉事太一元君，受要記，修道養生之法。於玄女、素女受房中之術（還精補腦之術），能御三百女。玄女授帝《如意神方》，即藏之崆峒山。”
玄女和素女共掌陰陽之術，房中術的目的是為了延年益壽，玄女具有長生女神的神格。《醫心方》引《玄女经》云：
“黄帝问玄女曰：吾受素女阴阳之术，自有法矣。愿复命之，以恚其道。玄女曰：天地之间，动须阴阳。阳得阴而化，阴得阳而通。一阴一阳，相须而行。故男感坚强，女动辟张。二气交精，流液相通。男有八节，女有九宫。用之失度，男发痈疽，女害月经，百病生长，寿命销亡。能知其道，乐而且强，寿即增延，色如华英。”
然而學者卿希泰在《中國道教》中認為「道教歷史上曾有兩位玄女，一為常與素女並稱，講房中術的玄女。……二為講行軍戰陣之術的玄女。」

### 兵法
明朝董斯張《廣博物誌》卷九曾引《玄女兵法》文，顯現九天玄女精通兵法戰術、陰陽之略。
蚩尤幻變多方，徵風召雨，吹煙噴霧，黃帝師眾大迷。帝歸息太山之阿，昏然憂寢。王母遣使者被玄狐之裘，以符授帝，符廣三寸，長一尺，青瑩如玉，丹血為文。佩符既畢，王母乃命一婦人，人首鳥身，謂帝曰：我九天玄女也。授帝以三宮五意陰陽之略，太乙遁甲六壬步鬥之術，陰符之機，靈寶五符五勝之文，遂克蚩尤於中冀。又數年，王母遣使白虎之神，乘白鹿集於帝庭，授以地圖。

## 文学中的形象

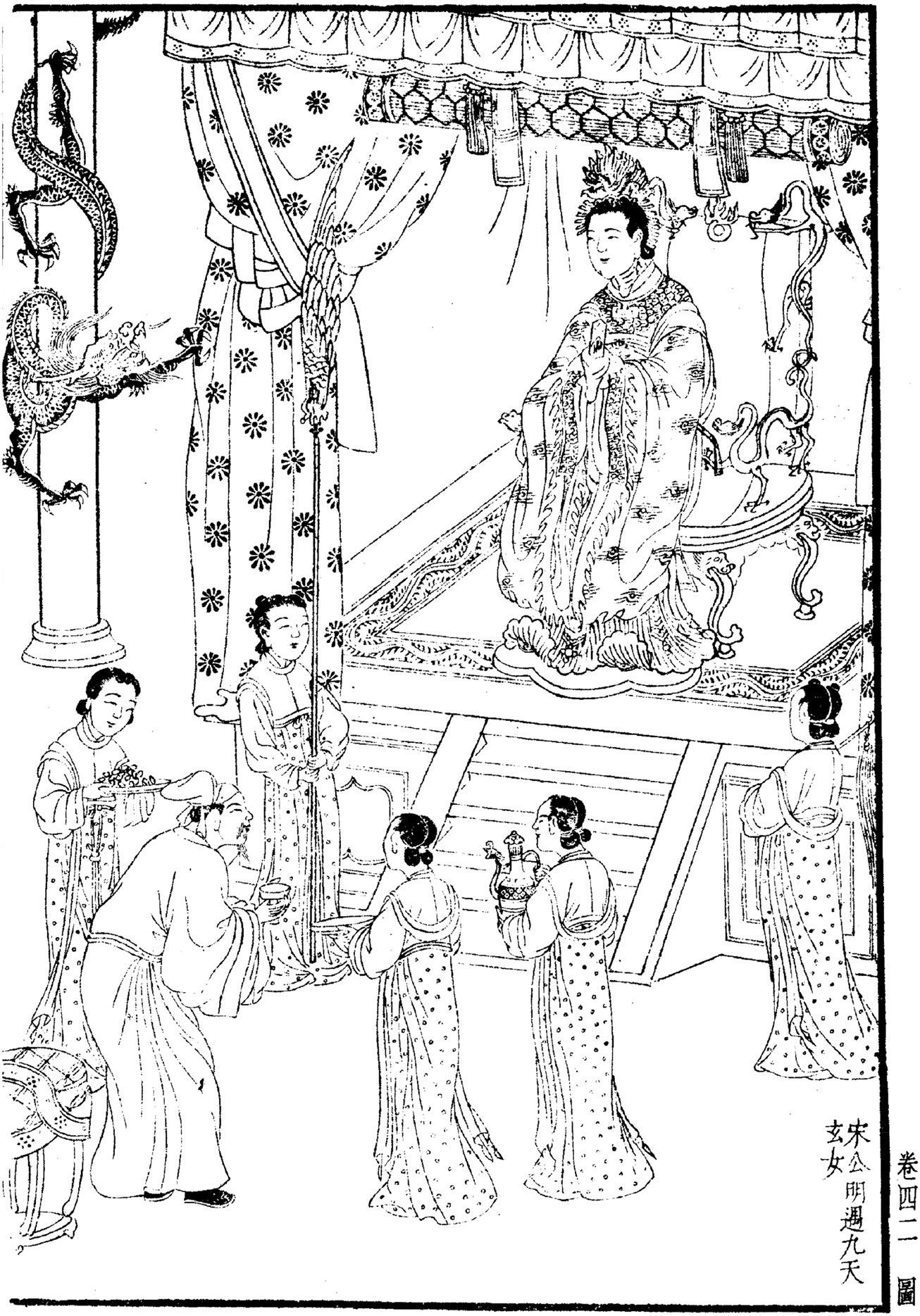
《明容與堂刻水滸傳圖》中的宋公明遇九天玄女插圖。

《水浒传》（第四十一回 还道村受三卷天书 宋公明遇九天玄女）中写道，宋江被官兵追赶，躲于九天玄女庙而获救，并从玄女处获得三卷兵书。其中描写出了九天玄女的相貌，可见九天玄女已从人首鸟身的形象完全蜕变成了一位拥有绝世美貌的女神。

头绾九龙飞凤髻，身穿金缕绛绡衣。

蓝田玉带曳长裾，白玉圭璋擎彩袖。

脸如莲萼，天然眉目映云鬟。

唇似樱桃，自在规模端雪体。

犹如王母宴蟠桃，却似嫦娥居月殿。

正大仙容描不就，威严形像画难成。

《薛仁貴征東》薛仁貴得九天玄女賜五件寶物：白虎鞭、水火炮、震天弓、穿雲箭，無字天書。薛仁貴將此五件寶物拿到高麗，經過十二年，終於平服東遼，凱旋回朝，受封平遼王。
清代文人呂熊所著的《女仙外史》中稱九天玄女為天仙之長，蟠桃會上和斗姥天尊同座，素女是她的妹妹。第三十九回說仙家各自有派，劍仙屬之玄女娘娘，只是殺性難除。九天玄女執掌天書，并親自下凡傳道，授予唐賽兒（月君的轉世）七卷天書。自稱為“朕”。

## 廟宇

### 臺灣

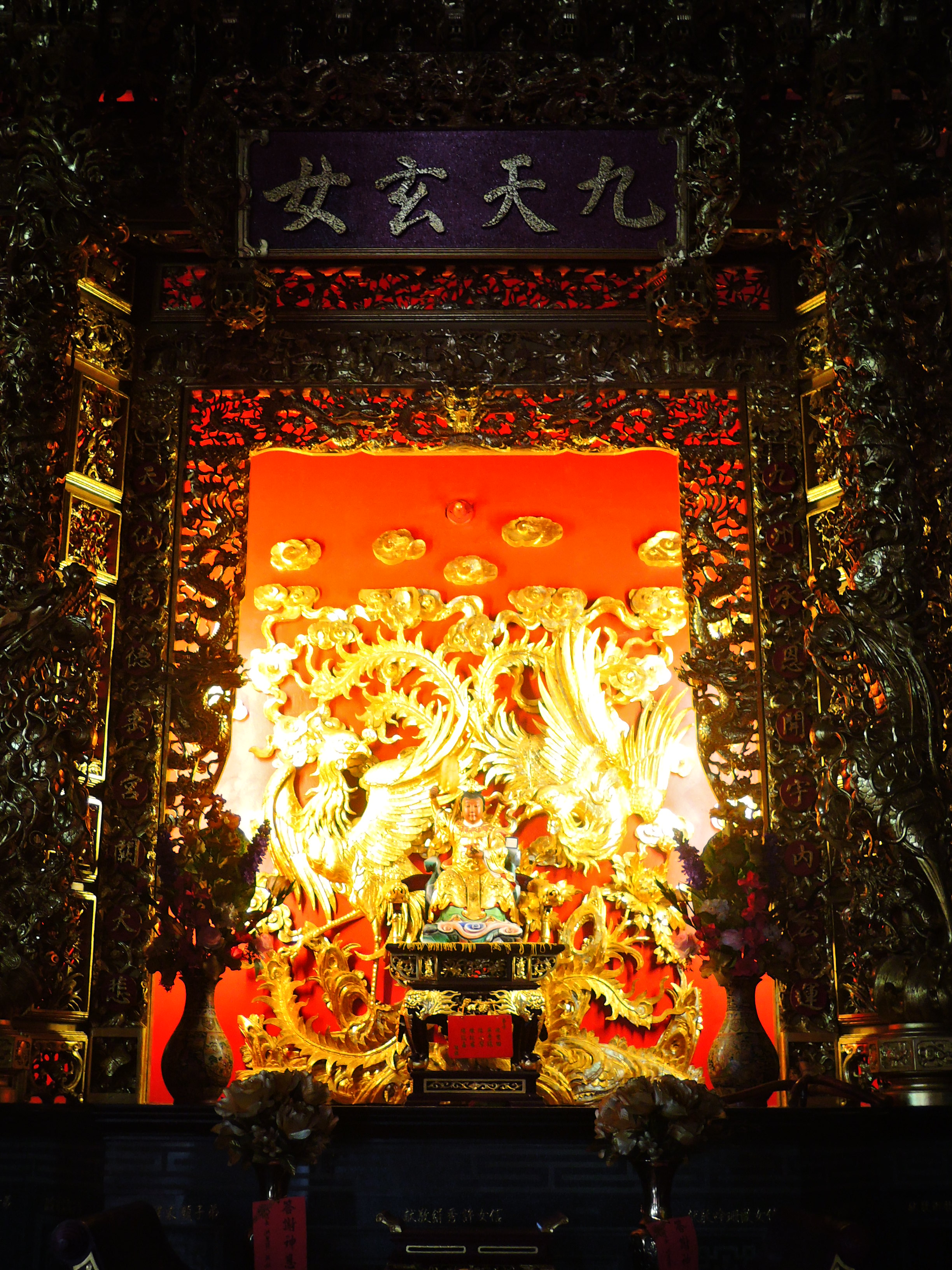
台灣澎湖縣白坑玉聖殿所供奉的九天玄女像。

台北市
- 士林區外雙溪九蓮寺

- 南港區護國九天宮

新北市
- 三峽區無極七玄宮
- 淡水區埤島九天宮

宜蘭縣
- 員山鄉久天宮九天道場

新竹市
- 古奇峰九天玄女廟

苗栗縣
- 南庄鄉獅頭山舍利洞
- 獅潭鄉仙山協靈宮

台中市
- 西區奉順宮
- 龍井區竹坑朝奉宮
- 大安區泰安宮
- 潭子區無極玄母宮

彰化縣
- 和美鎮火燒庄調興宮
- 福興鄉麥厝九天寺
- 芳苑鄉漢寶天寶宮

雲林縣
- 東勢鄉后厝青風龍壇
- 東勢鄉三安宮
- 元長鄉蔥仔寮古安宮
- 元長鄉子茂青風天壇
- 元長鄉後湖聖安壇
- 元長鄉中湖玉安宮
- 土庫鎮竹圍九玄宮
- 林內鄉九天宮
- 莿桐鄉油車玄女宮

嘉義縣
- 竹崎鄉先天鎮玄宮
- 義竹鄉龍蛟潭天鳳壇
- 民雄鄉劉竹仔腳玄靈宮
- 六腳鄉塗師九玄宮

台南市
- 西港區雙張廍保天宮
- 新化區唪口九玄宮

高雄市
- 大社區九天仙祖廟

屏東縣
- 枋寮鄉北勢寮九天玄女宮
- 鹽埔鄉本尊九天玄女宮
- 九如鄉玄山宮

澎湖縣
- 馬公市東甲北極殿寶善堂

金門縣
- 烈嶼鄉后宅九天玄女廟

### 新加坡
- 九仙宫：創立於1928年
- 昭靈宮（裕廊西聯合宮）

### 馬來西亞
- 加影鳳凰山龍天宮：立於1957年
- 吉隆坡文良港龍泉宮
- 吉隆坡捧石宫
- 马六甲逢莱山八仙宫
- 槟城大路后古龙殿四王府
- 槟城垄尾南济宫

## 大眾文化
- 「九天民俗技藝團」（簡稱九天技藝團、九天）為台灣的民俗技藝團體，位於臺中市大雅區大肚山上的九天玄女廟。原為廟會上的陣頭表演團體，將民間習俗技藝提昇至劇場藝術文化層次。為台中市傑出演藝團隊與文建會（今文化部）國家優良扶植團隊（國家級表演團隊）。2012年台灣電影《陣頭》是導演馮凱轉戰電影圈所執導的第一部電影作品，取材自九天民俗技藝團的真實故事而改編。
- 電子遊戲《仙劍奇俠傳四》與《仙劍奇俠傳七》中有登場。
- 運財至叻星 (電影)